# Жан-Пол Дюбоа
Жан-Пол Дюбоа (на френски: Jean-Paul Dubois) е френски журналист, сценарист, поет и писател на произведения в жанра социална драма, криминален роман, пътепис, публицистика и документалистика.

## Биография и творчество
Жан-Пол Дюбоа е роден на 20 февруари 1950 г. в Тулуза, Франция. Следва социология. След дипломиирането си работи като репортер на спортни хроники в Sud-Ouest, после пише по теми за правосъдие и кино в Le Matin de Paris. През 1984 г. става старши репортер за Nouvel Observateur, където пише поредица от статии за Съединените щати, част от които е публикувана в сборниците му „Америка ме тревожи“ (1996) и „Досега всичко беше наред в Америка“ (2002).
Жан-Пол Дюбоа е публикувал множество романи. Първата му книга, криминалният роман „Аналитичен разказ за разстроено чувство“, е издаден през 1984 г. В историята детектив Расмусен се изправя срещу опасния психопат Сенека, който пуска съобщения, предназначени за следователя. Следващата му книга е „Възхвала на левичарите в едноръкия свят“ от 1986 г., в която разглежда темата за мъжете, които пишат с лявата ръка.
През 1996 г. е издаден романът му „Кенеди и аз“, в който историята е за малкия човек, който се бори да възвърне достойнството си, въпреки изневярата на съпругата си, и дори ако трябва да открадне от своя психиатър часовника, който Кенеди е носел в деня, когато е бил убит, едно отражение на съвременния „контра-живот“. През 1999 г. романът е екранизиран в едноименния филм с участието на Жан-Пиер Бакри и Никол Гарсия.
Романът му „Френски живот“ от 2004 г. е сага за поколението на френския бейби бум, от идеализма на 60-те до консуматорството на 90-те години на ХХ век. Романът получава наградата „Фемина“.
Филмът „Новият живот на Пол Снайдер“ от 2016 г. е екранизация на романа му „Случаят Снайдер“ от 2011 г., в който героят Пол Снайдер се опитва да преодолее смъртта на дъщеря си при инцидент с асансьор, в който той е единственият оцелял, като сменя работата си и семейството си. Книгата му „Ако тази книга можеше да ме доближи до теб“ от 1999 г. вдъхновява филма „Синът на Джон“ от 2016 г.
През 2019 г. е издаден романът му „Хората не обитават еднакво този свят“. Историята е за затворника Пол Хансен, който дели килия в затвор в Монреал със странен член на организацията „Хелс Ейнджълс“. Той има безукорно поведение в един блок в монреалски квартал, но попада в затвора и там излизат неговите спомени за изгубено щастие. Книгата печели престижната награда „Гонкур“ на Френската академия.
Жан-Пол Дюбоа живее в Тулуза.

## Произведения

### Самостоятелни романи
- Compte rendu analytique d'un sentiment désordonné (1984)[2][3]
- Éloge du gaucher dans un monde manchot (1986)
- Tous les matins je me lève (1988)
- Maria est morte (1989)
- Les poissons me regardent (1990)
- Vous aurez de mes nouvelles (1991) – голямата награда за черен хумор
- Parfois je ris tout seul (1992)
- Une année sous silence (1992)
- Prends soin de moi (1993)
- La vie me fait peur (1994)
- Kennedy et moi (1996)
- Je pense à autre chose (1997)
- Une vie française (2004) – награда „Фемина“, награда Fnac[4]
- Vous plaisantez, Monsieur Tanner (2006)
- Hommes entre eux (2007)
- Les Accommodements raisonnables (2008)
- Le Cas Sneijder (2011) – награда „Александър-Виалат“
- La Succession (2016)
- Tous les hommes n'habitent pas le monde de la même façon (2019) – награда „Гонкур“
Хората не обитават еднакво този свят, изд. „Леге Артис“ (2020), прев. Красимир Кавалджиев

### Сборници
- L'Amérique m'inquiète (1996) – публикации[2][3]
- Jusque-là tout allait bien en Amérique (2002)
- Une belle vie avec Charlie (2020) – публикации
- Dag Hammarskjöld (2021) – публикации

### Документалистика
- Éloge du gaucher dans un monde manchot (1986)[2][3]
- Edgar P. Jacobs, La marque jaune (1989) – за автора на комикси Едгар Жакобс
- Si ce livre pouvait me rapprocher de toi (1999)

### Екранизации
- 1993 Le condamné
- 1996 Rien dans le ventre
- 1996 Dialogue au sommet – по разказ
- 1999 Kennedy et moi – награда на Френската телевизия
- 2010 En chantier, monsieur Tanner! – тв филм
- 2011 Jacques Gamblin in Une vie française – тв филм
- 2016 La nouvelle vie de Paul Sneijder – по романа Le cas Sneijder
- 2016 Le fils de Jean – по романа Si ce livre pouvait me rapprocher de toi